# サンタージー・ゴールパデー
サンタージー・ゴールパデー（マラーティー語：संताजी घोरपडे, Santaji Ghorpade, 生年不詳 - 1697年7月）は、インドのデカン地方、マラーター王国の武将。

## 生涯
サンタージーはゴールパデー家に生まれた。ゴールパデー家はボーンスレー家の支流である。
1689年、マラーター王サンバージーが殺害されると、新たにマラーター王となったラージャーラームはシェンジ（ジンジー）に逃げ、その地を王都とした。
一方、サンタージーはダナージー・ジャーダヴとともにマハーラーシュトラからカルナータカにかけてゲリラ戦を行い、ムガル帝国、そして皇帝アウラングゼーブへの抵抗をつづけた。
サンタージーは数多くの戦いに勝利し、1692年12月にはダナージー・ジャーダヴとともにシェンジを攻撃したカルナータカ太守ズルフィカール・ハーンを破っているほか、1695年11月20日にはアウラングゼーブ支えていた武将カーシム・ハーンをチトラドゥルガ付近で殺害している。
1697年7月、サンタージーはカルナータカの森林の川で入浴中、アウラングゼーブの手先に暗殺された。